# Magistratura della sanità di Genova
La Magistratura della Sanità fu un organo istituzionale della Repubblica di Genova, attivo fin dal 1528 e formalmente strutturato come magistrato indipendente fino al 1797. Il suo scopo principale era la prevenzione e il controllo delle epidemie, compresa la gestione dei lazzaretti, la regolamentazione delle quarantene e la vigilanza sulla sanità pubblica, soprattutto nei confronti di merci e navigazioni marittime.
L’archivio della Magistratura conservato presso l’Archivio di Stato di Genova copre un arco cronologico molto ampio, comprendendo anche la documentazione relativa alle successive istituzioni che ne ereditarono le funzioni durante il periodo napoleonico e l’età sabauda. Il nucleo originario della Magistratura operò fino alla caduta della Repubblica, poi la sua materia passò, in successione, alla Commissione centrale di sanità (1799–1814), al Magistrato di sanità (1817–1831), alla Giunta divisionaria di sanità (1831–1853), alla Commissione centrale di sanità marittima (1853–1861) e infine alla Direzione di sanità marittima (1861–1876).
Le funzioni di questa magistratura erano molteplici: coordinava le attività di sanità pubblica attraverso l’imposizione di quarantene, l’esecuzione di ispezioni, la raccolta di informazioni su epidemie straniere, il mantenimento di canali diplomatici sanitari con enti esteri, regolava la funzione dei lazzaretti e la prevenzione di diffusione di morbi lungo le rotte di navigazione marittima. Tutte queste attività erano essenziali per tutelare la salute della popolazione e garantire la sicurezza del porto, uno dei principali snodi commerciali del Mediterraneo.
Nel corso del XVIII secolo tale istituzione assunse una valenza sempre più strategica anche sul piano politico ed economico, utilizzando i poteri sanitari come strumento di regolamentazione del territorio e della circolazione delle merci, con pesanti ricadute sul commercio internazionale.